# An Extraordinary Cab Accident
Pour plus de détails, voir Fiche technique et Distribution.
An Extraordinary Cab Accident est un film britannique réalisé par Walter R. Booth et Robert W. Paul, sorti en 1903.

## Synopsis
Dans une rue, un homme discute galamment avec une dame. Il descend malencontreusement sur la chaussée au moment où survient une calèche qui lui passe sur le corps, le cheval le piétinant de surcroît. L'attelage continue sa route, poursuivi par un policier présent au moment du drame. La dame essaie en vain de ramener la victime à la vie, ainsi qu'un passant qui ne peut que constater le décès et enlever cérémonieusement son chapeau devant la dépouille. Le policier ramène le cocher et lui montre le résultat de son imprudence. C'est alors que l'homme accidenté se relève miraculeusement, saisit la dame par la main et l'entraîne joyeusement hors de notre vue devant les curieux hilares.

## Fiche technique
- Titre original : An Extraordinary Cab Accident
- Réalisation : Walter R. Booth et Robert W. Paul
- Production Robert W. Paul
- Pays de production : Grande-Bretagne
- Format : noir et blanc
- Genre : comédie
- Durée : 42 secondes
- Date de sortie :
  - Royaume-Uni : novembre 1903

## Trucage
Le truquage de l'accident à proprement parler est l'arrêt de caméra, utilisé par deux fois avec le remplacement du comédien par un mannequin vêtu à l'identique.